# 대구 동화사 목조아미타여래삼존상
대구 동화사 목조아미타여래삼존상(大邱 桐華寺 木造阿彌陀如來三尊像)은 대한민국 대구광역시 동구 동화사에 있는 조선시대의 불상이다. 2018년 7월 24일 보물 지정예고를 거쳐, 2018년 10월 4일 대한민국의 보물 제1999호로 지정되었다.

## 지정 사유
'대구 동화사 목조아미타여래삼존상'은 높이 2m 이상의 대형 불상조각으로, 이 시기 삼존상으로는 드물게 좌상의 아미타불상을 중심으로 좌․우 입상의 관음보살과 대세지보살을 배치하였다. 이 불상은 발원문(發願文)을 통해 현진(玄眞)이 주도하여 5명의 조각승이 참여하여 1629년(인조 7) 제작되었음이 밝혀졌다. 현진은 광해군비 장열왕후(莊烈王后)가 발원한 자인수양사(慈仁壽兩寺)의 11존불상 제작 시 전국의 조각승을 이끌어 17세기 조각사에서 가장 뚜렷한 자취를 남긴 승려 조각가이다.
이 불상은 듬직하고 온화한 얼굴과 무게감 있는 당당한 신체 표현 등 현진 특유의 조각양식을 잘 반영하고 있으며, 17세기 전반 목조 불상으로 제작된 작품 중 가장 큰 규모에 속한다. 완전한 형태의 불신(佛身)과 대좌(臺座)를 모두 구비하였고 지금까지 큰 변형 없이 유지되어 오고 있다.
'대구 동화사 목조아미타여래삼존상'은 조각가, 제작연대, 봉안사찰과 전각 등에 대한 온전한 내력을 갖추고 있고 현진이 제작한 현존 유일의 입상 작품일 뿐 아니라 시대적 조형감각이 잘 표현되어 있어 예술적, 학술적 가치 등 모든 면에서 17세기를 대표하는 작품으로서 가치가 높다.

## 참고 문헌
- 대구 동화사 목조아미타여래삼존상 - 국가유산청 국가유산포털